# 汤森路透
汤森路透公司（英語：Thomson Reuters Corporation）是一家总部位于加拿大的跨国传媒集团。该公司成立于加拿大安大略省的多伦多市，总部位于该市的卑街333号阿德莱迪湾大厦。
汤森路透公司是由汤姆森公司于2008年4月收购英国公司路透集团而成立，其大部分股份由汤姆森家族所控股的伍德布里奇公司持有。

## 相关争议
2019年11月，两组法律学者及人权护卫者呼吁汤森路透公司停止透过其旗下的万律向美国移民及海关执法局和帕兰提尔科技提供信息访问服务，因为这将帮助它们驱逐在美的非法移民。但汤森路透的公司代表表示，他们将积极协助美国政府和警察进行刑事调查，以维护国家安全和公共安全。

## 关联条目
| - 新闻通讯社列表 - 以逝者命名的公司列表 - 多伦多证券交易市场上市公司列表 (T) - 二元上市公司 - 客户端门户列表 | - 总部位于纽约市的公司列表 - 特伦甘纳邦的软件产业 - 科睿唯安引文桂冠獎 - 汤森路透企业标准 - 汤森路透信使 | - 路孚特指数 - 路孚特／核心商品CRB指数 - 路孚特排行榜 - 汤森路透实际波动率指数 - 汤森路透基金会 |

## 延伸阅读
- Peter Kaplan. . 路透社.   [2020-08-07]. （原始内容存档于2020-10-09）.
- Ian Austen. . 纽约时报.   [2020-08-07]. （原始内容存档于2021-01-26）.
- Shira Ovide. . 华尔街日报.   [2020-08-07]. （原始内容存档于2020-11-30）.
- Crosman, Penny. . Wall Street & Technology (CMP Media LLC). 2007-05-16  [2020-08-07]. （原始内容存档于2008-01-19）.
- Bowles, Jerry. . WebProNews (iEntry Network). 2007-06-18  [2020-08-07]. （原始内容存档于2010-06-05）.